# Vieste
Vieste is een plaats in de Italiaanse regio Apulië, in de provincie Foggia.
De van oorsprong Griekse plaats ligt op het oostelijkste puntje van het schiereiland Gargano. Het oude Vieste is gesitueerd op een smalle rotsrichel die de Adriatische Zee inpriemt. Aan het eind hiervan ligt het klooster San Francesco. Het middeleeuwse centrum van de plaats is goed bewaard gebleven. Het is een wirwar van smalle steegjes en kleine pleinen. De huizen staan hier dicht tegen elkaar aan gebouwd en zijn vaak alleen via trapjes te bereiken. De belangrijkste bouwwerken hier zijn de 11de-eeuwse kathedraal, het kasteel uit 1846 en het eerder genoemde klooster.
Vieste is de belangrijkste badplaats van de Gargano. Ten zuiden van het centrum ligt een grote baai met brede zandstranden. Vanaf de Pizzomunno, een enorme alleenstaande rotspilaar, loopt een kilometers lange boulevard waarlangs restaurants, hotels en campings gevestigd zijn. Aan het andere einde van de baai liggen twee eilandjes die zwemmend te bereiken zijn.
Ten noorden van het centrum ligt de levendige haven. Hier liggen talloze vissersboten en vertrekken ook de boten naar bijvoorbeeld de Tremitische Eilanden. Vanuit Vieste kunnen rondvaarten gemaakt worden langs de spectaculaire Garganische kust. Deze is rijk aan grotten, hoge rotswanden en piepkleine, alleen via zee bereikbare strandjes. Twee van de grootste attracties langs de kust zijn de natuurlijke brug van San Felice en de klippen in de Baia delle Zagare.
Vieste maakt deel uit van het in 1995 opgerichte Parco Nazionale del Gargano. Hiertoe behoort ook het uitgestrekte bosgebied ten westen van de plaats: het Foresta Umbra.

## Foto's

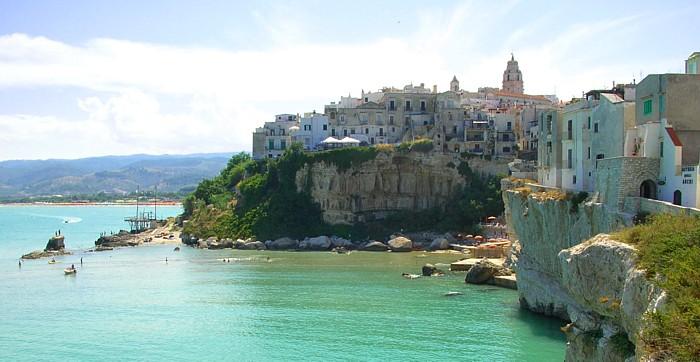
Vieste

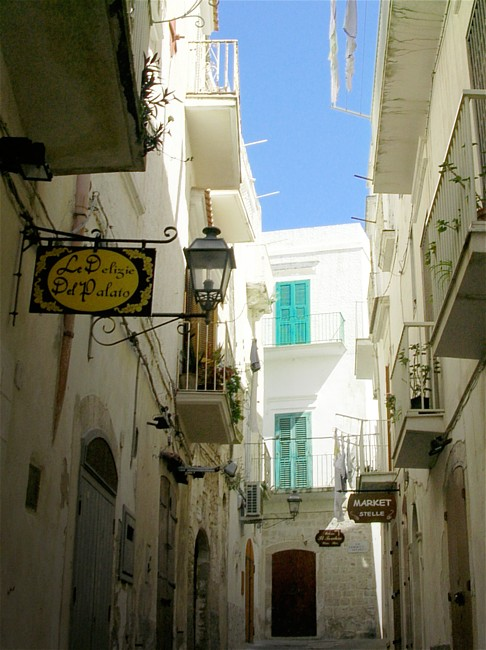
Steeg

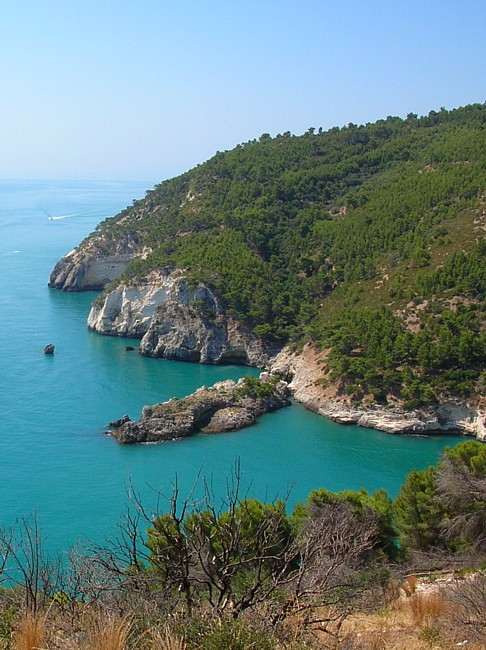
Kust